# Grand Prix automobile d'Italie 2006
GP précédent GP suivant
Le Grand Prix automobile d'Italie 2006 (Formula 1 Gran Premio Vodafone d'Italia 2006), disputé sur le circuit de Monza le 10 septembre 2006, est la 765e épreuve du championnat du monde de Formule 1 courue depuis 1950 et la quinzième manche du championnat 2006.
Tout le week-end de ce Grand Prix d'Italie sera marqué par l'attente de l'annonce de la décision du septuple champion du monde allemand Michael Schumacher quant à la suite qu'il compte donner à sa carrière à l'issue de la saison. À l'issue de l'épreuve, au cours de laquelle il remporta la 90e victoire de sa carrière, celui-ci annonce, très ému, qu'il prendrait sa retraite après le Grand Prix du Brésil. De plus, le pilote Allemand voit ses chances de titre augmenter considérablement grâce à la casse moteur de Fernando Alonso. Un problème mécanique rarissime chez Renault qui permet à Ferrari de prendre la tête du championnat constructeur.

## Grille de départ
| Pos | Pilote               | Écurie              | Qualifications 3 | Qualifications 2 | Qualifications 1 |
| --- | -------------------- | ------------------- | ---------------- | ---------------- | ---------------- |
| 1   | Kimi Räikkönen       | McLaren-Mercedes    | 1 min 21 s 484   | 1 min 21 s 349   | 1 min 21 s 994   |
| 2   | Michael Schumacher   | Ferrari             | 1 min 21 s 486   | 1 min 21 s 353   | 1 min 21 s 711   |
| 3   | Nick Heidfeld        | BMW Sauber          | 1 min 21 s 653   | 1 min 21 s 425   | 1 min 21 s 764   |
| 4   | Felipe Massa         | Ferrari             | 1 min 21 s 704   | 1 min 21 s 225   | 1 min 22 s 028   |
| 5   | Jenson Button        | Honda               | 1 min 22 s 011   | 1 min 21 s 572   | 1 min 22 s 512   |
| 6   | Robert Kubica        | BMW Sauber          | 1 min 22 s 258   | 1 min 21 s 270   | 1 min 22 s 437   |
| 7   | Pedro de la Rosa     | McLaren-Mercedes    | 1 min 22 s 280   | 1 min 21 s 878   | 1 min 22 s 422   |
| 8   | Rubens Barrichello   | Honda               | 1 min 22 s 787   | 1 min 21 s 688   | 1 min 22 s 640   |
| 9   | Giancarlo Fisichella | Renault             | 1 min 23 s 175   | 1 min 21 s 722   | 1 min 22 s 486   |
| 10  | Fernando Alonso      | Renault             | 1 min 25 s 688   | 1 min 21 s 526   | 1 min 21 s 747   |
| 11  | Jarno Trulli         | Toyota              |                  | 1 min 21 s 924   | 1 min 22 s 093   |
| 12  | Nico Rosberg         | Williams-Cosworth   |                  | 1 min 22 s 203   | 1 min 22 s 581   |
| 13  | Ralf Schumacher      | Toyota              |                  | 1 min 22 s 280   | 1 min 22 s 622   |
| 14  | David Coulthard      | Red Bull-Ferrari    |                  | 1 min 22 s 280   | 1 min 22 s 618   |
| 15  | Scott Speed          | Toro Rosso-Cosworth |                  | 1 min 23 s 165   | 1 min 22 s 943   |
| 16  | Christian Klien      | Red Bull-Ferrari    |                  |                  | 1 min 22 s 898   |
| 17  | Vitantonio Liuzzi    | Toro Rosso-Cosworth |                  |                  | 1 min 23 s 043   |
| 18  | Christijan Albers    | Midland-Toyota      |                  |                  | 1 min 23 s 116   |
| 19  | Mark Webber          | Williams-Cosworth   |                  |                  | 1 min 23 s 341   |
| 20  | Tiago Monteiro       | Midland-Toyota      |                  |                  | 1 min 23 s 920   |
| 21  | Takuma Satō          | Super Aguri-Honda   |                  |                  | 1 min 24 s 289   |
| 22  | Sakon Yamamoto       | Super Aguri-Honda   |                  |                  | 1 min 26 s 001   |

## Course

### Classement de la course

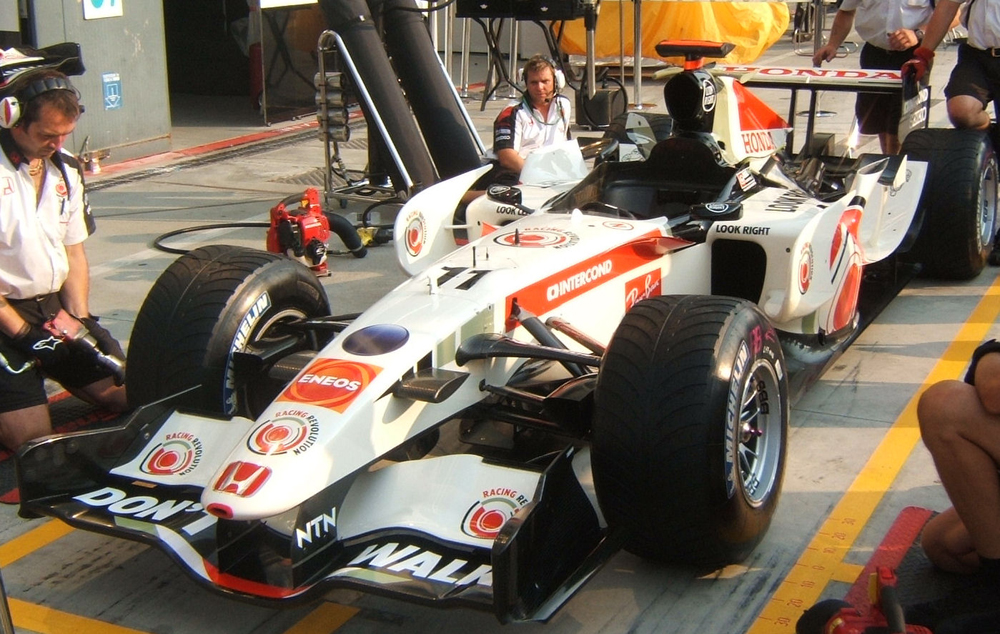
La Honda RA106 de Barrichello, sixième à Monza.

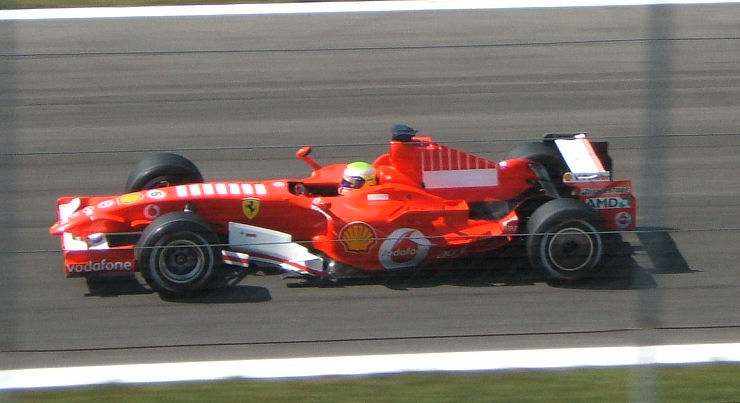
Felipe Massa sur Ferrari au GP d'Italie 2006

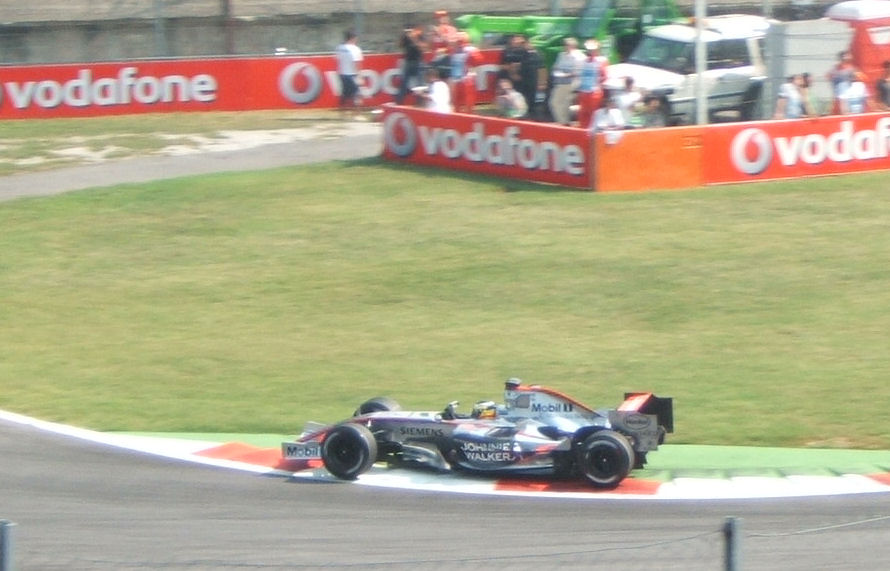
Pedro de la Rosa sur McLaren au GP d'Italie 2006

| Pos  | No | Pilote               | Écurie              | Tours | Temps/Abandon                      | Grille | Points |
| ---- | -- | -------------------- | ------------------- | ----- | ---------------------------------- | ------ | ------ |
| 1    | 5  | Michael Schumacher   | Ferrari             | 53    | 1 h 14 min 51 s 975 (245,814 km/h) | 2      | 10     |
| 2    | 3  | Kimi Räikkönen       | McLaren-Mercedes    | 53    | + 8 s 046                          | 1      | 8      |
| 3    | 17 | Robert Kubica        | BMW Sauber          | 53    | + 26 s 414                         | 6      | 6      |
| 4    | 2  | Giancarlo Fisichella | Renault             | 53    | + 32 s 045                         | 9      | 5      |
| 5    | 12 | Jenson Button        | Honda               | 53    | + 32 s 685                         | 5      | 4      |
| 6    | 11 | Rubens Barrichello   | Honda               | 53    | + 42 s 409                         | 8      | 3      |
| 7    | 8  | Jarno Trulli         | Toyota              | 53    | + 44 s 662                         | 11     | 2      |
| 8    | 16 | Nick Heidfeld        | BMW Sauber          | 53    | + 45 s 309                         | 3      | 1      |
| 9    | 6  | Felipe Massa         | Ferrari             | 53    | + 45 s 955                         | 4      |        |
| 10   | 9  | Mark Webber          | Williams-Cosworth   | 53    | + 1 min 12 s 602                   | 19     |        |
| 11   | 15 | Christian Klien      | Red Bull-Ferrari    | 52    | + 1 tour                           | 16     |        |
| 12   | 14 | David Coulthard      | Red Bull-Ferrari    | 52    | + 1 tour                           | 14     |        |
| 13   | 21 | Scott Speed          | Toro Rosso-Cosworth | 52    | + 1 tour                           | 15     |        |
| 14   | 20 | Vitantonio Liuzzi    | Toro Rosso-Cosworth | 52    | + 1 tour                           | 17     |        |
| 15   | 7  | Ralf Schumacher      | Toyota              | 52    | + 1 tour                           | 13     |        |
| 16   | 22 | Takuma Satō          | Super Aguri-Honda   | 51    | + 2 tours                          | 20     |        |
| 17   | 19 | Christijan Albers    | Midland-Toyota      | 51    | + 2 tours                          | 18     |        |
| Abd. | 18 | Tiago Monteiro       | Midland-Toyota      | 44    | Freins                             | 20     |        |
| Abd. | 1  | Fernando Alonso      | Renault             | 43    | Moteur                             | 10     |        |
| Abd. | 4  | Pedro de la Rosa     | McLaren-Mercedes    | 20    | Moteur                             | 7      |        |
| Abd. | 23 | Sakon Yamamoto       | Super Aguri-Honda   | 18    | Hydraulique                        | 22     |        |
| Abd. | 10 | Nico Rosberg         | Williams-Cosworth   | 9     | Mécanique                          | 12     |        |

### Pole position et record du tour
- Pole position :  Kimi Räikkönen (McLaren-Mercedes) en 1 min 21 s 484 (vitesse moyenne : 255,937 km/h)[1].
- Meilleur tour en course :  Kimi Räikkönen (McLaren-Mercedes) en 1 min 22 s 559  (vitesse moyenne : 252,605 km/h) au treizième tour[2].

### Tours en tête
- Kimi Räikkönen (McLaren-Mercedes) : 14 tours (1-14) ;
- Michael Schumacher (Ferrari) : 34 tours (15-17 / 23-53) ;
- Robert Kubica (BMW Sauber) : 5 tours (18-23)[3].

## Classements généraux à l'issue de la course
| Pos. | Pilote               | Écurie              | Points |
| ---- | -------------------- | ------------------- | ------ |
| 1    | Fernando Alonso      | Renault             | 108    |
| 2    | Michael Schumacher   | Ferrari             | 106    |
| 3    | Felipe Massa         | Ferrari             | 62     |
| 4    | Giancarlo Fisichella | Renault             | 57     |
| 5    | Kimi Räikkönen       | McLaren-Mercedes    | 57     |
| 6    | Jenson Button        | Honda               | 40     |
| 7    | Juan Pablo Montoya   | McLaren-Mercedes    | 26     |
| 8    | Rubens Barichello    | Honda               | 25     |
| 9    | Nick Heidfeld        | BMW Sauber          | 20     |
| 10   | Ralf Schumacher      | Toyota              | 18     |
| 11   | David Coulthard      | Red Bull-Ferrari    | 14     |
| 12   | Pedro de la Rosa     | McLaren-Mercedes    | 14     |
| 13   | Jarno Trulli         | Toyota              | 12     |
| 14   | Jacques Villeneuve   | BMW Sauber          | 7      |
| 15   | Mark Webber          | Williams-Toyota     | 6      |
| 16   | Robert Kubica        | BMW Sauber          | 6      |
| 17   | Nico Rosberg         | Williams-Toyota     | 4      |
| 18   | Christian Klien      | Red Bull-Ferrari    | 2      |
| 19   | Vitantonio Liuzzi    | Toro Rosso-Cosworth | 1      |

| Pos. | Écurie              | Points |
| ---- | ------------------- | ------ |
| 1    | Ferrari             | 168    |
| 2    | Renault             | 165    |
| 3    | McLaren-Mercedes    | 97     |
| 4    | Honda               | 65     |
| 5    | BMW Sauber          | 33     |
| 6    | Toyota              | 30     |
| 7    | Red Bull-Ferrari    | 16     |
| 8    | Williams-Toyota     | 10     |
| 9    | Toro Rosso-Cosworth | 1      |

## Statistiques
- 90e victoire dans la carrière pour Michael Schumacher.
- 190e victoire pour Ferrari en tant que constructeur.
- 190e victoire pour Ferrari en tant que motoriste.
- 11e pole position et 19e meilleur tour en course dans la carrière pour Kimi Räikkönen.
- 1ers tours en tête (5) d'un Grand Prix de Formule 1 pour le pilote polonais Robert Kubica.
- 1er podium pour le pilote polonais Robert Kubica, après seulement trois courses disputées.
- Robert Kubica devient le premier pilote polonais de l'histoire à monter sur le podium d'un Grand Prix de Formule 1.
- Schumacher a pris la tête de la course après son premier ravitaillement. En sortant des stands, il s'est retrouvé devant la McLaren de Kimi Räikkönen et n'a plus été inquiété jusqu'à l'arrivée.